# Бишкекский финансово-экономический техникум имени А. Токтоналиева
Бишкекский финансово-экономический техникум имени А. Токтоналиева  — учебное заведение в городе Бишкек, Кыргызстан, специализируещееся на подготовке кадров среднего звена по специальностям, связанным с финансовой деятельностью. Высшим органом управления техникума является Академия управления при Президенте Кыргызской Республики.

## История техникума
1931 году Постановлением Совета Народных Комиссаров, в целях подготовки специалистов среднего звена для финансово-кредитных органов Киргизской ССР в г. Фрунзе открывается Киргизский финансово-экономический техникум, приступивший к работе 26 сентября 1931 года. Первоначально руководство техникума имело задание открыть две группы в количестве 60 человек.
В 1932 году, Совнарком Киргизской АССР, учитывая острую нехватку плановых и финансовых кадров коренной, киргизской, национальности,  вносит предложение об организации учебного комбината финансового и планового образования.
Совнаркомом было вынесено следующее Постановление:

«…На базе существующих учебных заведений Наркомфина и Госплана создать: единый учебный комбинат финансового и планово-экономического образования, включив в его состав Киргизский финансово-экономический техникум.»

В ноябре месяце 1944 года Киргизский финансово-экономический техникум был переименован во Фрунзенский финансово-экономический техникум.
В 1949 году на техникум возлагается подготовка специалистов и для учреждений Госбанка СССР. В связи с этим техникум реорганизуется во Фрунзенский финансово-кредитный техникум.
В 1952 году при техникуме создаётся заочное отделение.
В 1957 году техникум начинает подготовку бухгалтеров для промышленности.
В 1958 году начинается подготовка бухгалтеров бюджетных учреждений.
В 1959 году в техникуме приступают к подготовке работников для статистических органов. По решению ЦК КП Кыргызстана и Совета Министров Киргизской ССР техникуму поручается подготовка бухгалтеров для сельскохозяйственного производства.
В 1975 году начинается подготовка по специальностям «Программирование для быстродействующих вычислительных машин» и «Механизация учета и вычислительных работ».
В 1991 году после Постановления Верховного Совета Республики Кыргызстан о восстановлении исторических названий, город Фрунзе был переименован в город Бишкек. После этого техникум стал именоваться Бишкекским финансово-экономическим техникумом.
В 1994 году Бишкекскому финансово-экономическому техникуму присвоено имя Алиаскара Токтоналиева, который длительное время работал министром финансов Кыргызской Республики и вложил большой вклад в развитие и становление техникума.
В 1998 году техникум вошел в состав Академии Управления при Президенте Кыргызской Республики в единый учебно-научный комплекс по подготовке и переподготовке кадров.

## Директора
- 1931-1932 - Мусажан Джамбоев
- 1937-1940 - В. М. Вокулов
- 1940-1943 - Муса Рыскулбеков
- 1943-1961 - Михаил Дембровский
- В 1961 году техникум возглавляет его выпускник, окончивший также Ленинградский финансово-экономического институт имени Н. А. Вознесенского Асанбек Кутанов
- 1979-1989 годы - выпускник техникума Нарын Мусаев
- 1989-2003 годы - Женишбек Ракишев
- 2003-2006 - Баян Темирова
- 2006-2014 - заслуженный работник образования Киргизской Республики Айганыш Топчубаева
- С февраля 2014 года - к.э.н. Гульмира Сарбагышева
- С мая 2015 - Айбек Кулунтаев

## Подготовка специальностей
В настоящее время техникум готовит кадры среднего звена по семи специальностям на базе основного среднего образования и на базе общего среднего образования с получением общего среднего образования и продолжения подготовки по следующим специальностям:
- «Экономика и бухгалтерский учёт (по отраслям)»
- «Финансы (по отраслям)»
- «Банковское дело»
- «Казначейское дело»
- «Налоги и налогообложение»
- «Страховое дело»
- «Маркетинг»

Высшим органом управления техникума является Академия управления при Президенте Кыргызской Республики.